# Patxi Lezama
Patxi Xabier Lezama Perier (Zalla, 20 de juny de 1967) és un escultor, escriptor, dissenyador basc.
És impulsor de la cultura mitològica basca i conegut pels seus treballs en ferro i fusta, sent continuador de la tradició de Jorge Oteiza i Néstor Basterretxea. Forma part de la generació d'escultors bascos que han nascut i crescut amb la màgia de mitologia. Tot i que és més conegut pel seu treball en l'escultura, es va distingir en l'àmbit cultural basc pel seu treball en diversos camps diferents, des de l'escultura fins a la literatura i el disseny, així com la creació. El surrealisme el diferencia dels marcats per l'abstracció i l'esquematisme geomètric. Al voltant de 1990, amb la seva ocupació en la farga com a ferrer, s'inicia en el treball del ferro. Emprèn llavors un cicle d'escultures no imitatives, anant en augment la seva preocupació per l'art i la cultura basca. Cadascuna de les seves obres planteja un problema espacial que tracta de resoldre amb l'ajut del material, segons les característiques o propietats d'aquest. Amalur és la seva primera escultura abstracta, nom d'origen basc que en basc vol dir "Mare Terra" i està inspirada en la mitologia del poble basc.